# Carl Casper Wrede
Carl Casper Wrede, född 21 juli 1673 i Stockholm, död 11 januari 1701 i Lais i Estland, var en svensk greve och hovfunktionär.
Carl Casper Wrede var äldste son till Fabian Wrede och Brita Kruus. Han studerade vid Uppsala universitet och utnämndes där 1690 till rector illustris. Wrede utnämndes senare till kammarherre och vice hovmarskalk hos Karl XII.  
Wrede avled 1701 i Karl XII:s vinterläger i Lais och jordfästes i Jacobs kyrka i Stockholm. Kistan fördes sedan till Björklinge kyrka där han vilar i sarkofag nummer 4 i Sätuna gravkor. I  Björklinge kyrka är även hans huvudbaner och anvapen uppsatta. Han dog ogift.